# کاواک (شهر)
کاواک (به ترکی استانبولی: Kavak) شهری است در کشور ترکیه که در استان سامسون واقع شده‌است. جمعیت این شهر بر اساس سرشماری سال ۲۰۰۸ میلادی ۸٬۱۱۷ نفر و بر اساس برآوردهای سال ۲۰۰۹ میلادی ۷٬۶۰۵ نفر می‌باشد.